# Генрі Іттар
Генрі Іттар, Енріко Джачінто Сальваторе Іттар (нар. 1773 Катанія, Італія — 1850, Тростянець, Сумська областіь) — італійський архітектор.

## Життєпис
Він народився в сім'ї, що походила з Мальти. Здобув архітектурну практику, перебуваючи в Римі. Наприкінці 18 століття він приїхав до Польщі на запрошення родини Радзивілів. Проводив проектні та будівельні роботи за замовленням магнатських родин. На початку 19 століття він спроектував іподром (цирк) за зразком старовинних будівель та амфітеатр у парку в селі Аркадя Ловицького повіту у Польщі (1801—1805). Основою були гравюри Джованні Баттіста Піранезі, які показували руїни будівель у Римі, іподром, ймовірно, був змодельований на імператорському палаці на Палатині. Він був автором руїн на острові Тополі та сільської гробниці. Багато використовуваних будівельних рішень вважалися революційними в польській архітектурі класицизму. З 1808 р. перебував у Замості, де за наказом куратора Станіслава Костки Замойського був учителем малювання та архітектури в тамтешньому ліцеї. Його син Олександр був живописцем.

## Архітектурні досягнення
- Парк в Аркадя (храм Мінерви, іподром, руїни на острові Топола, амфітеатр);
- Парк в англійському стилі в Неборово;
- Парк у Ловічі;
- Палац у Шпанові;
- Палац Вітославських у Чернятині;
- Палац у Заборолі;
- Сибільський храм у Пулавах;
- Театральний проект у Познані (нереалізований);
- Реконструкція палацу Мільжинських у Познані ;
- Розширення палацу Клеменсів на замовлення родини Замойських;

та інші твори у Варшаві, Волині та Поліссі.